# Robert L. Leggett

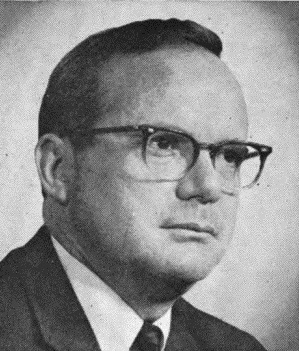
Robert L. Leggett (1975)

Robert Louis Leggett (* 26. Juli 1926 in Richmond, Kalifornien; † 13. August 1997 in Orange, Kalifornien) war ein US-amerikanischer Politiker. Zwischen 1963 und 1979 vertrat er den Bundesstaat Kalifornien im US-Repräsentantenhaus.

## Werdegang
Robert Leggett besuchte die öffentlichen Schulen seiner Heimat. In der Endphase des Zweiten Weltkrieges diente er zwischen 1944 und 1946 im Fliegerkorps der US Navy. Danach studierte er bis 1947 an der University of California in Berkeley. Nach einem anschließenden Jurastudium an der Boalt Hall School of Jurisprudence in Berkeley und seiner 1951 erfolgten Zulassung als Rechtsanwalt begann er in Vallejo in diesem Beruf zu arbeiten. Gleichzeitig schlug er als Mitglied der Demokratischen Partei eine politische Laufbahn ein. In den Jahren 1960 und 1962 war Leggett Abgeordneter in der California State Assembly.
Bei den Kongresswahlen des Jahres 1962 wurde Leggett im vierten Wahlbezirk von Kalifornien in das US-Repräsentantenhaus in Washington, D.C. gewählt, wo er am 3. Januar 1963 die Nachfolge von William S. Mailliard antrat. Nach sieben Wiederwahlen konnte er bis zum 3. Januar 1979 acht Legislaturperioden im Kongress absolvieren. In diese Zeit fielen unter anderem der Höhepunkt der Bürgerrechtsbewegung, der Vietnamkrieg und die Watergate-Affäre. 1978 verzichtete Robert Leggett auf eine erneute Kongresskandidatur. In den folgenden Jahren zog er sich aus der Politik zurück. Er starb am 13. August 1997 in Orange, Kalifornien im Alter von 71 Jahren.